# Заречная (Ржевский район)
Заре́чная — деревня в Ржевском районе Тверской области России. Входит в состав сельского поселения Успенское.

## История
В 1965 году указом Президиума Верховного Совета РСФСР деревне Жеребцово присвоено наименование Заречная.

## Население
| 2008 | 2010 |
| ---- | ---- |
| 7    | ↘1   |